# Teoría de tres componentes de la estratificación
La teoría de tres componentes de la estratificación, más ampliamente conocida como estratificación weberiana o el sistema de tres clases, fue desarrollada por el sociólogo alemán Max Weber distinguiendo como tipos ideales a la clase, el estatus y el poder. Weber desarrolló un enfoque multidimensional de la estratificación social que refleja la interacción entre riqueza, prestigio y poder.
Weber argumenta que el poder puede tomar una variedad de formas. El poder de una persona se puede mostrar en el orden social a través de su estatus, en el orden económico a través de su clase, y en el orden político a través de su partido. Así, la clase, el estado y el partido son cada uno de los aspectos de la distribución del poder dentro de una comunidad.
La clase, el estado y el partido tienen no sólo una gran cantidad de efecto dentro de sus áreas individuales, sino también una gran influencia sobre las otras áreas.
- Riqueza: incluye bienes tales como edificios, terrenos, granjas, casas, fábricas y otros bienes - "Situación económica"
- Prestigio: el respeto con el que una persona o posición de estatus es considerada por otros - "Situación de estatus"
- Poder: la capacidad de las personas o grupos para alcanzar sus objetivos a pesar de la oposición de otros - "Partidos"

Según Weber, hay dos dimensiones básicas del poder: la posesión del poder y el ejercicio del poder.
Este ensayo fue escrito poco antes de la Primera Guerra Mundial y fue publicado póstumamente en 1922 como parte de la obra de Weber Wirtschaft und Gesellschaft. Fue traducido al inglés en la década de 1940 como "Clase, Estatus, Partido" y ha sido traducido nuevamente como "La distribución del poder dentro de la comunidad: Clases, Stände, Partidos".

## Posesión de poder
Según Weber, la capacidad de tener poder deriva de la capacidad del individuo para controlar varios "recursos sociales". "El modo de distribución otorga al propietario un monopolio sobre la posibilidad de transferir la propiedad de la esfera de uso como 'riqueza' a la esfera del 'capital', es decir, da la función empresarial y todas las posibilidades de compartir directamente o indirectamente en el rendimiento del capital." Estos recursos pueden ser cualquier cosa y todo: pueden incluir tierra, capital, respeto social, fuerza física y conocimiento intelectual.

## Ejecución del poder
La capacidad de ejercer el poder adopta un conjunto de formas diferentes, pero todas implican la idea de que dicha capacidad es la de cómo el individuo logra su propio camino con los demás, independientemente de la capacidad que tengan para resistírsele. "Por ejemplo, si pensamos en las posibilidades de un individuo de realizar su propia voluntad en contra de la de otra persona, es razonable creer que el prestigio social de la persona, la posición de clase y la pertenencia a un grupo político tendrán un efecto en estas oportunidades." Para comprender la relación entre el poder y la estratificación social, Weber teorizó las diversas formas en que las sociedades se organizan en sistemas jerárquicos de dominación y subordinación utilizando los varios conceptos principales.

### Clase y poder
"La clase, en su esencia, es un concepto económico; Es la posición de los individuos en el mercado que determina su posición de clase. Y es cómo uno está situado en el mercado que afecta directamente las oportunidades de vida de uno." Esto fue teorizado por Weber partiendo del "acceso desigual a los recursos materiales". Por ejemplo, si un individuo X posee algo que un individuo Y quiere o necesita, entonces esto hace al individuo X potencialmente más poderoso que el individuo Y. El individuo X está en una posición dominante al mismo tiempo que el individuo Y está en una posición subordinada dado que el individuo X controla el acceso a un recurso social deseado. Un ejemplo clásico es la relación entre un empleador y un empleado.

### Poder social
La existencia de grupos de estatus se manifiesta a menudo en forma de
1. La endogamia o el patrón restringido de las relaciones sociales,
2. La acción de compartir alimentos y otros beneficios dentro de los grupos,
3. Convenciones o tradiciones de estatus, y
4. La adquisición monopólica de ciertas oportunidades económicas o la evitación de ciertos tipos de adquisiciones.[7]

Si un individuo X respeta o ve como su superior social a un individuo Y, entonces el individuo Y tiene potencial de ejercer el poder sobre el individuo X (puesto que este responderá positivamente a las instrucciones u órdenes del individuo Y). En este sentido, el estatus social es un recurso social simplemente porque el individuo Y puede tenerlo mientras el individuo X no puede. "No todo el poder, sin embargo, conlleva el honor social: el típico jefe estadounidense, así como el típico gran especulador, renuncia deliberadamente al honor social. En general, el poder 'meramente económico' , y especialmente el poder monetario 'desnudo', no representa de ninguna manera una base reconocida o el honor social".
Nota: La palabra alemana Stand, en plural, Stände (que traducida al español significa "estatus" o "grupo de estatus"), a veces se deja sin traducir en la obra de Weber para así tener en cuenta los orígenes de este concepto en los gremios medievales, las profesiones, las identidades étnicas, y las clasificaciones feudales.

### Poder político
Los partidos son asociaciones que buscan asegurar "el poder dentro de una organización [o el estado] de sus líderes para obtener ventajas ideales o materiales para sus miembros activos." Esta forma de poder puede estar relacionada con la forma en la que el Estado está organizado en sistemas sociales modernos (implicando la capacidad de promulgar leyes, por ejemplo). Si un individuo puede influir en este proceso de creación de la ley, entonces estará en una posición potencialmente poderosa. Por lo tanto, el individuo, por su capacidad de influir en un proceso de toma de decisiones, adquiere poder, a pesar de que no puede ejercer directamente ese poder personalmente. Los partidos políticos son los medios organizativos que tienen como fin adquirir poder a través del mecanismo del Estado y esto abarca no sólo a los partidos formalmente organizados, sino a cualquier grupo organizado para influir en la forma en que el poder se ejerce legítimamente a través de la maquinaria del Estado. "Dado que los partidos apuntan a objetivos tales como conseguir que sus programas se desarrollen o acepten y obtengan posiciones de influencia dentro de las organizaciones, es claro que operan sólo dentro de un orden racional dentro del cual estos objetivos son posibles de alcanzar y sólo cuando hay una lucha por el poder."

### Acción social
La acción social está en relación directa con el "poder político o de partidos" en combinación con la situación de clase. La influencia de las leyes se basa en la acción social de los miembros de las clases. "La dirección de los intereses puede variar según si la acción social de una mayoría o minoría de aquellos comúnmente afectados por la situación de clase, o incluso una asociación entre ellos, por ejemplo un sindicato, ha crecido fuera de la situación de clase, de la cual el individuo puede esperar resultados prometedores para sí mismo." "El grado en que la 'acción social' y posibles asociaciones emergen del comportamiento masivo de los miembros de una clase está vinculado a las condiciones culturales generales, especialmente a las de tipo intelectual. "La acción consciente de la clase es más probable si, en primer lugar, [Weber dice] 'la conexión entre las causas y las consecuencias de la "situación de clase"' son transparentes o claras. Si las personas pueden ver claramente que hay una conexión entre la estructura del sistema económico y lo que les sucede en términos de oportunidades de vida, la acción colectiva es más probable." Cuanto mayor sea la cantidad de personas dentro de estas posiciones de clase, aumentará la probabilidad de que ellos emprendan una acción.

### Movilidad
"No es controversial que la situación de clase en la que cada individuo se encuentre represente una limitación en su alcance, tiende a mantenerlo dentro de la clase. Actúa como un obstáculo para cualquier ascenso en una clase superior y como un par de alas acuáticas con respecto a las clases inferiores ... Tipo de clase, relaciones con los compañeros de clase, poder sobre los recursos externos adaptados a la situación de clase, y así sucesivamente." En la sociedad capitalista el movimiento entre clases es una posibilidad. De ahí el uso del término "sueño americano" para mostrar la capacidad de las personas para ascender a una clase superior a través del trabajo duro y el ingenio. "La composición de la clase está cambiando para siempre, hasta el punto en que puede haber un conjunto completamente nuevo de familias." Weber vio cuatro clases: la clase propietaria, la clase no propietaria, la pequeña burguesía y la clase obrera.